# Karl Goldberg
Karl Goldberg, plným jménem Karl Raimund Goldberg (23. září 1836 Varnsdorf – 9. října 1897 Varnsdorf), byl politik německé národnosti, v 2. polovině 19. století poslanec Českého zemského sněmu a starosta Varnsdorfu.

## Biografie
V letech 1872–1897 byl starostou Varnsdorfu. Funkci zastával nepřetržitě 25 let.
V 70. letech 19. století se zapojil i do zemské politiky. V doplňovacích volbách v roce 1874 byl zvolen na Český zemský sněm za městskou kurii (obvod Varnsdorf). Mandát obhájil za týž obvod i v řádných volbách v roce 1878, volbách v roce 1883, volbách v roce 1889 a volbách v roce 1895.
Patřil mezi německé liberály (takzvaná Ústavní strana, liberálně a centralisticky orientovaná, odmítající federalistické aspirace neněmeckých etnik, později Německá pokroková strana).
Zemřel v říjnu 1897 po delší nemoci.